# Halové mistrovství Evropy v atletice 1990
21. Halové mistrovství Evropy v atletice se konalo ve skotském Glasgow ve dnech 3. března - 4. března 1990 v Kelvin Hall International Sports Areně. Poprvé se na šampionátu uskutečnil trojskok žen.

## Medailisté

### Muži
| Soutěž        | Zlato                      | Stříbro                         | Bronz                                            |
| ------------- | -------------------------- | ------------------------------- | ------------------------------------------------ |
| 60 m          | Linford Christie 6,56      | Pierfrancesco Pavoni 6,59       | Jiří Valík 6,63                                  |
| 200 m         | Sandro Floris 21,01        | Nikolaj Antonov 21,04           | Bruno Marie-Rose 21,28                           |
| 400 m         | Norbert Dobeleit 46,08     | Jens Carlowitz 46,09            | Cayetano Cornet 46,91                            |
| 800 m         | Tom McKean 1:46,22         | Tomás de Teresa 1:47,22         | Zbigniew Janus 1:47,37                           |
| 1500 m        | Jens-Peter Herold 3:44,39  | Fermín Cacho 3:44,61            | Tony Morrell 3:44,83                             |
| 3000 m        | Éric Dubus 7:53,94         | Jacky Carlier 7:54,75           | Branko Zorko 7:54,77                             |
| 60 m př.      | Igors Kazanovs 7,52        | Tony Jarrett 7,58               | Florian Schwarthoff 7,61                         |
| Chůze na 5 km | Michail Ščennikov 19:00,62 | Giovanni De Benedictis 19:02,90 | Axel Noack 19:08,36                              |
| Skok do výšky | Artur Partyka 2,33 m       | Arturo Ortiz 2,30 m             | Dietmar Mögenburg 2,30 m Gerd Nagel 2,30 m       |
| Skok o tyči   | Radion Gataullin 5,80 m    | Grigorij Jegorov 5,75 m         | Hermann Fehringer 5,70 m Thierry Vigneron 5,70 m |
| Skok daleký   | Dietmar Haaf 8,11 m        | Emiel Mellaard 8,08 m           | Robert Emmijan 8,06 m                            |
| Trojskok      | Igor Lapšin 17,14 m        | Oleg Sakirkin 16,70 m           | Tord Henriksson 16,69 m                          |
| Vrh koulí     | Klaus Bodenmüller 21,03 m  | Ulf Timmermann 20,43 m          | Oliver-Sven Buder 20,20 m                        |

### Ženy
| Soutěž        | Zlato                      | Stříbro                     | Bronz                       |
| ------------- | -------------------------- | --------------------------- | --------------------------- |
| 60 m          | Ulrike Sarvariová 7,10     | Laurence Bilyová 7,13       | Nelli Coomanová 7,14        |
| 200 m         | Ulrike Sarvariová 22,96    | Natalia Kovtunová 23,01     | Galina Malčuginová 23,04    |
| 400 m         | Marina Šmoninová 51,22     | Iolanda Oanta 52,22         | Judit Forgácsová 53,02      |
| 800 m         | Ljubov Gurinová 2:01,63    | Sabine Zwienerová 2:02,23   | Lorraine Bakerová 2:02,42   |
| 1500 m        | Doina Melinteová 4:09,73   | Sandra Gasserová 4:10,13    | Violeta Becleaová 4:10,44   |
| 3000 m        | Elly van Hulstová 8:57,28  | Margareta Keszegová 8:57,50 | Andrea Hahmannová 9:00,31   |
| 60 m př.      | Ludmila Narožilenková 7,74 | Monique Éwanjé-Épée 7,84    | Mihaela Pogacianová 7,99    |
| Chůze na 3 km | Beate Andersová 11:59,36   | Ileana Salvadorová 12:18,84 | Annarita Sidotiová 12:27,94 |
| Skok do výšky | Heike Redetzkyová 2,00 m   | Britta Vörösová 1,94 m      | Galina Astafeiová 1,94 m    |
| Skok daleký   | Galina Čisťakovová 6,85 m  | Jelena Kokonovová 6,74 m    | Helga Radtkeová 6,66 m      |
| Trojskok      | Galina Čisťakovová 14,14 m | Helga Radtkeová 13,63 m     | Ana Oliveira 13,44 m        |
| Vrh koulí     | Claudia Loschová 20,64 m   | Natalja Lisovská 20,35 m    | Grit Hammerová 19,34 m      |

## Medailové pořadí
| Umístění | Stát           | Zlato | Stříbro | Bronz | Celkem |
| -------- | -------------- | ----- | ------- | ----- | ------ |
| 1.       | Sovětský svaz  | 9     | 5       | 2     | 16     |
| 2.       | NSR            | 6     | 1       | 3     | 10     |
| 3.       | NDR            | 2     | 4       | 5     | 11     |
| 4.       | Velká Británie | 2     | 1       | 2     | 5      |
| 5.       | Francie        | 1     | 3       | 2     | 6      |
| 6.       | Itálie         | 1     | 3       | 1     | 5      |
| 7.       | Rumunsko       | 1     | 2       | 3     | 6      |
| 8.       | Nizozemsko     | 1     | 1       | 1     | 3      |
| 9.       | Polsko         | 1     | 0       | 1     | 2      |
| 9.       | Rakousko       | 1     | 0       | 1     | 2      |
| 11.      | Španělsko      | 0     | 3       | 1     | 4      |
| 12.      | Bulharsko      | 0     | 1       | 0     | 1      |
| 12.      | Švýcarsko      | 0     | 1       | 0     | 1      |
| 14.      | Československo | 0     | 0       | 1     | 1      |
| 14.      | Maďarsko       | 0     | 0       | 1     | 1      |
| 14.      | Portugalsko    | 0     | 0       | 1     | 1      |
| 14.      | SFR Jugoslávie | 0     | 0       | 1     | 1      |
| 14.      | Švédsko        | 0     | 0       | 1     | 1      |